# Francesco Barsanti
Francesco Barsanti (ur. około 1690 w Lukce, zm. 1772 w Londynie) – włoski kompozytor, oboista i flecista okresu klasycyzmu.

## Życiorys
Ukończył studia prawnicze na Uniwersytecie Padewskim. W 1714 roku jako towarzysz Francesco Geminianiego wyjechał do Londynu, gdzie był oboistą i flecistą w zespole opery włoskiej. W 1717 roku na krótko powrócił do Bolonii. W Londynie opublikował w 1724 roku swój pierwszy zbiór sonat na instrument solowy. W 1735 roku wyjechał do Edynburga. Dzięki korzystnie zawartemu małżeństwu związał się z kręgami szkockiej arystokracji. Podczas pobytu w Szkocji wydał drukiem 10 concerti grossi (1740) i 9 uwertur (1743). Dokonał także aranżacji ludowych melodii szkockich (1742). W 1743 roku wrócił do Londynu, gdzie prowadził działalność jako skrzypek.
Wczesne kompozycje Barsantiego to typowo barokowe dzieła nawiązujące do stylu Geminianiego, w późniejszych widoczny jest już wyraźny wpływ klasycyzmu. Jego concerti grossi oparte zostały na kompozycjach Giovanniego Battisty Sammartiniego. Poza utworami skrzypcowymi jego twórczość obejmuje także dzieła sakralne: motety i sześć antyfon.